# Ultra Magnus
 (juin 2014).
Si vous disposez d'ouvrages ou d'articles de référence ou si vous connaissez des sites web de qualité traitant du thème abordé ici, merci de compléter l'article en donnant les références utiles à sa vérifiabilité et en les liant à la section « Notes et références ».
Ultra Magnus est un personnage de l'univers de fiction des Transformers.

## Description
Ultra Magnus est un grand Autobot bleu et rouge. Une de ses caractéristiques est sa légère ressemblance avec Optimus Prime qui lui vaut une puissance quasi-égale voire supérieure en fonction des séries. Dans certaines versions, il est montré que son corps n'est qu'une armure, cachant son vrai corps qui est complètement identique à celui d'Optimus, à l'exception de ses couleurs. 
Sa forme alternative est un camion porte-voitures, durant sa transformation, la cabine blanche qui forme le robot original s'est entièrement couverte par la remorque bleue et rouge pour former l'armure du robot. 
Ultra Magnus n'est jamais apparu sous sa forme d'Optimus Prime de couleur blanche durant sa présence dans l'univers G1.
Ultra Magnus est généralement dépeint comme quelqu'un de courageux, fort, résolu et désintéressé et a toutes les qualités d'un leader, bien qu'il préfère rester un soldat.

## Séries animées

### TransformersGéneration 1
Dans le film d'animation La Guerre des robots (1986), Ultra Magnus est le leader d'Autobot city sur Terre, c'est à lui qu'Optimus Prime lègue la Matrice de Commandement avant de mourir, ce qui fait alors de lui le nouveau leader des Autobots. Mais plus tard dans le film, il se rend compte que la matrice revient à Hot Rod, qui devient alors Rodimus Prime. Il lègue sa place de leader à ce dernier. Lorsque Rodimus doutera de lui, Magnus sera toujours le premier à lui rappeler qu'il est digne de la matrice, et de la place de leader des Autobots. Il développe une rivalité avec Cyclonus, le second de Galvatron par la suite. Il fut infecté par la "hate plague" durant les derniers épisodes mais guérit quand Optimus ressuscite et libère l'énergie de la Matrice du commandement.
Bien qu'aux États-Unis l'histoire se termine par les trois épisodes « La Renaissance », au Japon elle fut poursuivie avec la série Transformers: The Headmasters, dans laquelle Magnus est donc toujours présent. Il meurt lors d'un combat face au Decepticon SixShot et les autres Autobots décident de le faire reposer sur Terre, puisqu'Ultra Magnus en était le protecteur.

### Transformers: Robots in Disguise
Dans Transformers: Robots in Disguise, Ultra Magnus est décrit comme une tête brûlée à cause de son tempérament agressif, il est armé d'un canon double; une mitrailleuse et un canon plasma, il se transforme en camion transporteur, et possède un propulseur à réaction pour voler dans les airs. Ultra Magnus est le frère d'Optimus Prime, et en veut à ce dernier pour avoir pris le poste de chef des autobots et de la possession de la matrice. C'est en effet à Optimus qu'Alpha Trion choisit de léguer l'artefact, plutôt qu'à Magnus. Malgré le fait qu'il soit un autobot, il attaque Optimus et ses alliés pour se venger. Plus tard, après s'être infiltré avec les decepticons pour déjouer les plans de Megatron, Ultra Magnus décide de s'allier avec Optimus Prime pour former Omega Prime un robot ultra puissant.

### Transformers: Animated
Dans Transformers: Animated, il est le chef suprême des Autobots depuis des millions d'années, et bien que son caractère rigide et ses décisions ne soit pas du goût de tous, il est respecté par les autres Cybertroniens. Lorsqu'il est devenu le leader des Autobots, une de ses premières actions était de ficher tout cybertronien adhérant à la cause Décepticon, ce qui a grandement augmenté les tensions entre les deux factions. Lorsque Megatron déclare la guerre à la tête de son armée de Decepticons, c'est Ultra Magnus qui mène les siens sur le champ de bataille, remportant l'affrontement final face au tyran grâce à la technologie des ponts spatiaux et les sentinelles Omega. Il exile alors les Decepticons loin de Cybertron.
On apprend également dans la série qu'il était assez proche d'Optimus, faisant office de figure paternelle pour ce dernier. Il est convaincu qu'il a les qualités requises pour devenir un futur leader, et ce malgré son exclusion de l'académie Autobot. L'arme caractéristique du personnage est un immense marteau nommé le marteau de Magnus. À la suite de la découverte du Allspark par l'équipe d'Optimus, lui et la garde d'élite arrivent sur Terre pour le récupérer. Il adopte alors pour mode alternatif un véhicule militaire semblable à un HEMTT.
Plus tard, une fois revenu sur Cybertron, il fut gravement blessé par Shockwave, espion Decepticon infiltré depuis de nombreuses années. Il est alors en état de stase, entre la vie et la mort. Le grade de Magnus revient alors à Sentinel Prime, ce qui ne fit pas l'unanimité, surtout au vu du caractère de ce dernier. 
Son état est inconnu à la fin de la série, mais l'un des réalisateurs de celle-ci a révélé que si une 4ème saison était sortie, Ultra Magnus aurait fini par succomber à ses blessures, ce qui aurait conduit à un affrontement politique entre Optimus et Sentinel Prime.

### Transformers: Prime
Dans Transformers: Prime, Ultra Magnus apparait au début de la saison 3, où il prend temporairement le commandement des Autobots pour affronter Mégatron qui venait de créer sa forteresse Dark Mount sur Terre.
Il était le commandant en second d'Optimus Prime pendant la guerre et également le chef des Wreckers, une unité d'élite Autobots aux méthodes peu conventionnelles. Optimus l'avait choisi pour discipliner ces derniers.
De caractère très rigide et très attaché aux règlements et au protocole militaire, Magnus n'hésite pas à rappeler à l'ordre ses soldats quand ces derniers ne font pas les choses selon les règles. Il arrive sur Terre après la destruction de la base des Autobots, et y rencontre Jack et Arcee. Optimus étant porté disparu, il prend le commandement et dirige une opération contre Megatron et sa forteresse Darkmount. Il affronte le chef des Decepticons en duel singulier mais est vaincu, ne devant la vie qu'à l'intervention d'Optimus.
Par la suite, il reprend sa place de second d'Optimus, mais a du mal à s'intégrer à l'équipe, son caractère rigide étant à l'origine de certaines tensions, notamment avec Wheeljack. Il apprit cependant progressivement à considérer les autres autobots comme une famille plus que comme de simples soldats. Il perdra une main face à Predaking, ce qui ne l'empêcha pas de continuer à se battre.

### Transformers: La trilogie de la Guerre pour Cybertron
Dans Transformers : La trilogie de la Guerre pour Cybertron, Ultra Magnus est le second d'Optimus Prime et le détenteur du Protocole Alpha Trion, l'ensemble des archives autobots; il fut également un élève d'Alpha Trion aux côtés de Megatron et d'Optimus Prime.
Face à la défaite de plus en plus inévitable des Autobots, il suggèrera à Optimus de signer un traité proposé par Megatron, mais Prime refuse parce qu'un tel traité signerait l'asservissement des Autobots et de Cybertron. Il se rendra finalement à Megatron dans l'espoir d'arriver à négocier la fin de la guerre civile, mais le chef des Decepticons le jette en cellule.
Apprenant que Megatron veut utiliser l'Allspark pour reformater les Autobots, il préviendra Optimus, ce qui lui vaudra d'être torturé. Ne pouvant plus supporter les tortures, il accepte de mener Megatron à la base des Autobots; mais ce sera un leurre, et il sera exécuté par Megatron. Sa mort entrainera le transfert du Protocole Alpha Trion à Bumblebee, ce qui poussera le jeune trafiquant à rejoindre les Autobots. Par la suite, Mégatron gardera sa tête en tant que trophée.
Dans la troisième partie "Kingdom", le AllSpark met à l'épreuve Optimus en utilisant une illusion d'Ultra Magnus pour l'affronter.

## Anecdotes
- Ultra Magnus était prévu pour apparaitre dans le film Transformers 3 : La Face cachée de la Lune, où il devait être le prédécesseur d'Optimus, tout comme dans Transformers: Animated. Mais fut changé par Sentinel Prime.